# 옥구 고씨
옥구 고씨(沃溝高氏)는 전북특별자치도 군산시 옥구읍을 본관으로 하는 한국의 성씨이다.
시조는 고려에서 예빈성경(禮賓省卿), 동궁시강학사(東宮侍講學士)를 지낸 제주 고씨의 고형중이며, 이후 제주 고씨와 합본했다.

## 참고 자료
- “옥구고씨(沃溝高氏)”. 뿌리를 찾아서.[깨진 링크(과거 내용 찾기)]